# Рыбак, Михаил Степанович
Михаил Степанович Рыбак (5 мая 1935, Умань — 22 августа 2018, Саратов) — советский и российский учёный-правовед, доктор юридических наук, профессор кафедры уголовного и уголовно-исполнительного права Саратовской государственной юридической академии, специалист по уголовно-исполнительному праву и криминологии. Заслуженный юрист Российской Федерации (2004).

## Биография
Михаил Степанович Рыбак родился 6 мая 1935 года в городе Умани Черкасской области.
- 1962 год — окончил Саратовский юридический институт имени Д. И. Курского.
- 1962 год — 1963 год — работа нотариусом Саратовской государственной нотариальной палаты.
- 1963 год — 1967 год — инструктор идеологического отдела Фрунзенского райкома КПСС.
- 1967 год — 1979 год — старший преподаватель кафедры советского уголовного и исправительно-трудового права СЮИ.
- 1972 год — защита диссертации на соискание учёной степени кандидата юридических наук на тему «Правовые вопросы политико-воспитательной работы с лицами, отбывающими наказание в исправительно-трудовых учреждениях» под руководством доктора юридических наук, профессора Иосифа Соломоновича Ноя.
- 1979 год — 2002 год — доцент кафедры уголовного и уголовно-исполнительного права.
- 2001 год — защита диссертации на соискание учёной степени доктора юридических наук на тему «Ресоциализация осуждённых к лишению свободы: проблемы теории и практики».
- 1 марта 2002 год — присвоено учёное звание профессора.

Умер 28 августа 2018 года в городе Саратове.

## Научная деятельность
В сферу научных интересов М. С. Рыбака входило совершенствование системы уголовных наказаний, проблемы воспитательной работы с заключёнными, вопросы условно-досрочного освобождения заключённых от отбывания наказания, проблемы помилования.
М. С. Рыбак один из первых в российской юридической науке выдвинул идею о закреплении понятия «ресоциализация» в российском уголовном законодательстве. При этом М. С. Рыбак настаивал на недопустимости смешивания понятий «исправление» и «ресоциализация» осуждённого. Указанные идеи впоследствии были отражены в его работах («Правовое стимулирование исправления осужденных к лишению свободы в современных условиях», 1994; «Воспитательная работа как средство ресоциализации осужденных в исправительных учреждениях», 1998; «Ресоциализация осуждённых к лишению свободы: проблемы теории и практики», 2001 и других).
Рыбак М. С. Автор более чем 130 научных работ, среди которых 5 монографий, а также несколько учебных пособий. Его работы публиковались в ведущих научных журналах, таких как Государство и право, Правоведение, Советская юстиция и других. Его работы востребованы не только в родном вузе, но и в иных профильных учебных заведениях.

## Награды
- Медаль «В ознаменование 100-летия со дня рождения Владимира Ильича Ленина»
- Медаль «За трудовую доблесть»
- Медаль «Ветеран труда»
- Заслуженный юрист Российской Федерации (2004)[4]

## Некоторые публикации

### Авторефераты диссертаций
- Рыбак М. С. Правовые вопросы политико-воспитательной работы с лицами, отбывающими наказание в исправительно-трудовых учреждениях. Автореф. дис. … канд. юрид. наук. — Саратов, 1972. — 18 с.
- Рыбак М. С. Ресоциализация осужденных к лишению свободы: проблемы теории и практики. Автореф. дис. … д-ра. юрид. наук. — Саратов, 2001. — 58 с.

### Монографии, учебные пособия
- Рыбак М. С. Вопросы правового воспитания. — Саратов: Издательство СГУ, 1975. — 141 с.
- Рыбак М. С. Уголовно-исполнительное право: Учебник. — Саратов: Издательство СГАП, 1997. — 368 с. — ISBN 5-7924-0006-7.
- Красиков А. Н., Рыбак М. С., Шостак Н. С. Уголовно-исполнительное право России: учебно-методическое пособие для студентов учебных заведений юридического профиля. — Саратов: Издательство СГУ, 1998. — 399 с. — ISBN 5-292-01958-5.
- Рыбак М. С. Воспитательная работа как средство ресоциализации осужденных в исправительных учреждениях. — Саратов: Издательство СГАП, 1998. — 122 с. — 300 экз. — ISBN 5-7924-0025-3.
- Верина Г. В., Крсиков А. Н., Разгильбиев Б. Т., Рыбак М. С. Уголовное право Российской Федерации. Особенная часть: Учебник / ред. А. Н. Красиков, Б. Т. Разгильдиев. — Саратов: Издательство СГАП, 1999. — 665 с. — ISBN 5-7485-0039-6.
- Рыбак М. С. Ресоциализация осужденных к лишению свободы: проблемы теории и практики / ред. В. П. Малков. — Саратов: Издательство СГАП, 2004. — 480 с. — ISBN 5-7924-0290-6.
- Анисимков В. М., Капункин С. А., Пономарев П. Г., Рыбак М. С., Селивёрстов В. И. Уголовно-исполнительное право: учебник / ред. В. И. Селивёрстов. — Ростов-на-Дону: Феникс, 2019. — 413 с. — ISBN 978-5-222-14944-7.
- Анисимков В. М., Коннегер П. Е., Рыбак М. С. Уголовно-исполнительное право. Учебное пособие. — М.: Эксмо, 2010. — 520 с. — ISBN 978-5-699-41689-9.
- Коннегер П. Е., Рыбак М. С. Уголовно-исполнительное право России: учебник. — Саратов: АйПиЭр Медиа, 2010. — 621 с. — ISBN 978-5-904000-29-5.

### Статьи
- Михайленко А. Р., Рыбак М. С. Взаимодействие следователя с судом и исправительно-трудовыми учреждениями в деле исправления и перевоспитания преступников // Учёные записки СЮИ им. Д. И. Курского. Вып. 19, Ч. 2 : сборник. — 1970. — С. 235—243.
- Рыбак М. С. К вопросу о шефстве общественности над исправительно-трудовыми учреждениями // Учёные записки СЮИ им. Д. И. Курского. Вып. 19, Ч. 2 : сборник. — 1970. — С. 198—206.
- Ной И. С., Рыбак М. С. Теплов В. А. Некоторые вопросы применения нового законодательства/ Отв. ред. В. Я. Чеканова. — Саратов: Изд-во Сарат. ун-та, 1981. — 95 с. (Рецензия) // Советская юстиция : научный журнал. — 1982. — № 16. — С. 30.
- Рыбак М. С. Жестокость и произвол царской тюремной системы // Советская юстиция : научный журнал. — 1983. — № 4. — С. 23—25.
- Рыбак М. С. Режим отбывания наказания и исправление осужденных // Советская юстиция : научный журнал. — 1989. — № 3. — С. 26—27. — ISSN 0131-6761.
- Иванов В. Ф., Малько А. В., Рыбак М. С. Правовое стимулирование исправления осужденных к лишению свободы в современных условиях // Государство и право : научный журнал. — 1994. — № 7. — С. 100—107. — ISSN 1026-9452.
- Верина Г. В., Рыбак М. С. Некоторые аспекты квалификации преступлений: проблемы теории и практики // Правоведение : научный журнал. — 2000. — № 3. — С. 165—172. — ISSN 2658-6037.
- Рыбак М. С. Уголовно-правовые пенитенциарные принципы: проблемы реализации // Уголовное право : научный журнал. — 2005. — № 4. — С. 112—114. — ISSN 2071-5870.
- Кравченко Ю. И., Рыбак М. С. Теория и методология построения системы уголовных наказаний // Правовая политика и правовая жизнь : научный журнал. — 2008. — № 4. — С. 70—77. — ISSN 1608-8794.
- Кравченко Ю. И., Рыбак М. С. Правовые аспекты смертной казни в России // Правовая культура : научный журнал. — 2008. — № 1 (4). — С. 31—42. — ISSN 1992-5867.
- Агапов Д. А., Рыбак М. С. К вопросу о некоторых аспектах пенитенциарной системы конца XVIII — начала XIX века в России и Великобритании // Вестник СГАП : научный журнал. — 2011. — № 1 (77). — С. 121—123. — ISSN 1561-9494.

### Биография
- Рыбак, Михаил Степанович // Видные учёные-юристы России (Вторая половина XX века). Энциклопедический словарь биографий / ред. В. М. Сырых. — М.: РАП, 2006. — 548 с. — 1500 экз. — ISBN 5-93916-056-5.
- Демидов А. И., Бичехвост А. Ф., Тяпугина Н. Ю., Маторина Е. И. Энциклопедия нашей жизни. — Саратов: Издательство СГАП, 2006. — С. 281—283. — 439 с. — 1500 экз. — ISBN 5-7924-0427-5.
- Улиско А. Н. К 75-летию профессора М. С. Рыбака // Вестник СГАП : научный журнал. — 2010. — № 2 (72). — С. 227—228. — ISSN 1561-9494.
- Блинов А. Г., Насиров Н. И., Разгильдиев Б. Т. Научная школа кафедры уголовного и уголовно-исполнительного права «Задачи уголовного законодательства и уголовно-правовой механизм их обеспечения»: основные направления и результаты деятельности // Вестник СГЮА : научный журнал. — 2016. — № 4 (111). — С. 73—76. — ISSN 2227-7315.

### Критика
- Панченко П. Н. Рыбак М. С. Уголовно-исполнительное право: Моногр. — Саратов: Изд-во Сарат. гос. акад. права, 1997. — 368 с. (Рецензия) // Государство и право : научный журнал. — 1998. — № 5. — С. 124—126. — ISSN 1026-9452.
- Панченко П. Н. Рыбак М. С. Уголовно-исполнительное право: Монография. — Саратов: Изд-во Сарат. гос. акад. права. (Рецензия) // Правоведение : научный журнал. — 1998. — № 2. — С. 224—227. — ISSN 2658-6037.